# Sintija Dvork
Sintija Dvork (rođena 27. juna 1958) je američki kompjuterski naučnica najpoznatija po svom doprinosu kriptografiji, distribuiranom računarstvu i algoritamskoj pravednosti. Ona je jedan od pronalazača diferencijalne privatnosti i dokaza o radu.

## Rani život i obrazovanje
Dvork je stekla diplomu na Univerzitetu Prinston 1979. godine, diplomirajući sa pohvalom i dobila je nagradu Čarls Ajra Jung za izvrsnost u nezavisnom istraživanju. Dvork je doktorirala na Univerzitetu Kornel 1983. sa istraživanjem koje je nadgledao Džon Hokroft.

## Karijera i istraživanje
Dvork je poznata po svom istraživanju koje postavlja analizu podataka za očuvanje privatnosti na matematički rigorozne osnove, uključujući pronalazak diferencijalne privatnosti početkom i sredinom 2000-ih, jaku garanciju privatnosti koja često dozvoljava visoko preciznu analizu podataka. Definicija diferencijalne privatnosti oslanja se na pojam nerazlučivosti rezultata bez obzira na to da li je pojedinac dao svoje podatke ili ne. Ovo se obično postiže dodavanjem male količine šuma bilo ulaznim podacima ili izlaznim podacima proračuna izvedenih na podacima. Ona koristi sistemski pristup za proučavanje pravednosti u algoritmima, uključujući i one koji se koriste za postavljanje oglasa. Dvork je takođe dala doprinos u kriptografiji i distribuiranom računarstvu, a dobitnik je nagrade Edsger V. Dijkstra za svoj rani rad na osnovama sistema otpornih na greške.

## Izabrani radovi
Njene publikacije obuhvatgaju:
- Dwork, Cynthia; Lynch, Nancy; Stockmeyer, Larry (1988). „Consensus in the presence of partial synchrony”. Journal of the ACM. 35 (2): 288—323. CiteSeerX 10.1.1.13.3423 . S2CID 17007235. doi:10.1145/42282.42283. — this paper received the Dijkstra Prize in 2007.
- Dwork, Cynthia; Roth, Aaron (2014). The Algorithmic Foundations of Differential Privacy (PDF). Foundations and Trends in Theoretical Computer Science. Now Publishers. ISBN 978-1601988188.

## Literatura
- Stevenson, Reed (2. 5. 2004). „Microsoft project aims to make spammers pay for spam”. USA Today. Приступљено 5. 6. 2009.
- Takahashi, Dean (25. 12. 2006). „Time to take privacy technology seriously”. The Seattle Times. Приступљено 5. 6. 2009.
- Becker, David (28. 7. 2000). „Short Take: Compaq hires cryptography expert”. CNET News. Приступљено 5. 6. 2009.
- Greengard, Samuel (2008). „Privacy matters”. Communications of the ACM. 51 (9): 17—18. S2CID 33781410. doi:10.1145/1378727.1378734..